# يوشينو (نهر)
نهر يوشينو Yoshino River هو نهر في جزيرة شيكوكو في اليابان.

## طوله
يبلغ طوله 194 كم. وهو أطول الأنهار في جزيرة شيكوكو،

## الأنهار الثلاثة العظيمة
ويعتبر أحد ثلاثة أنهار يطلق عليهم لقب «الثلاثة أنهار العظيمة» وهم نهر توني ونهر تشيكوغو.

## المنبع والمصب
ينبع من جبل كاميغاموري في إينو في محافظة كوتشي، ويتدفق باتجاه الشرق. وفي أوتويو يتحول في اتجاه الشمال ويعبر جبال شيكوكو. وفي إيديكا في محافظة توكوشيما يتحول باتجاه الشرق مرة أخرى ويصب في قناة كي في شمال مدينة توكوشيما.
روافده الكبرى هي أناناي، إيا، دوزان، ساداميتسو، أنابوكي.